# Чаша Нестора

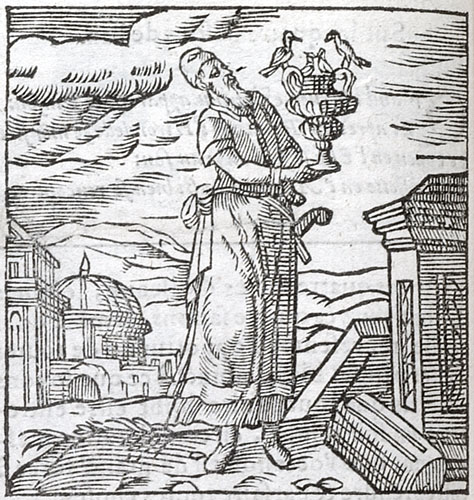
Нестор держит чашу; иллюстрация XVI века

Чаша (кубок) Нестора — золотая чаша, описанная в поэме Гомера «Илиада» как принадлежащая Нестору, царю Пилоса. В археологии термин «чаша Нестора» употребляется применительно к двум находкам: золотой чаше из Микен, которую нашедший её Генрих Шлиман идентифицировал с упомянутой в «Илиаде», и глиняный кубок, обнаруженный в Искье, Италия, ставший известным благодаря надписи на нём.

## Чаша Нестора в «Илиаде»
Гомер в «Илиаде» так описывает золотую чашу, принадлежавшую Нестору, царю Пилоса:
Кубок красивый поставила, из дому взятый Нелидом,
Окрест гвоздями златыми покрытый; на нём рукояток
Было четыре высоких, и две голубицы на каждой
Будто клевали, златые; и был он внутри двоедонный.
Тяжкий сей кубок иной не легко приподнял бы с трапезы,
Полный вином; но легко подымал его старец пилосский.

## Чаша из Микен

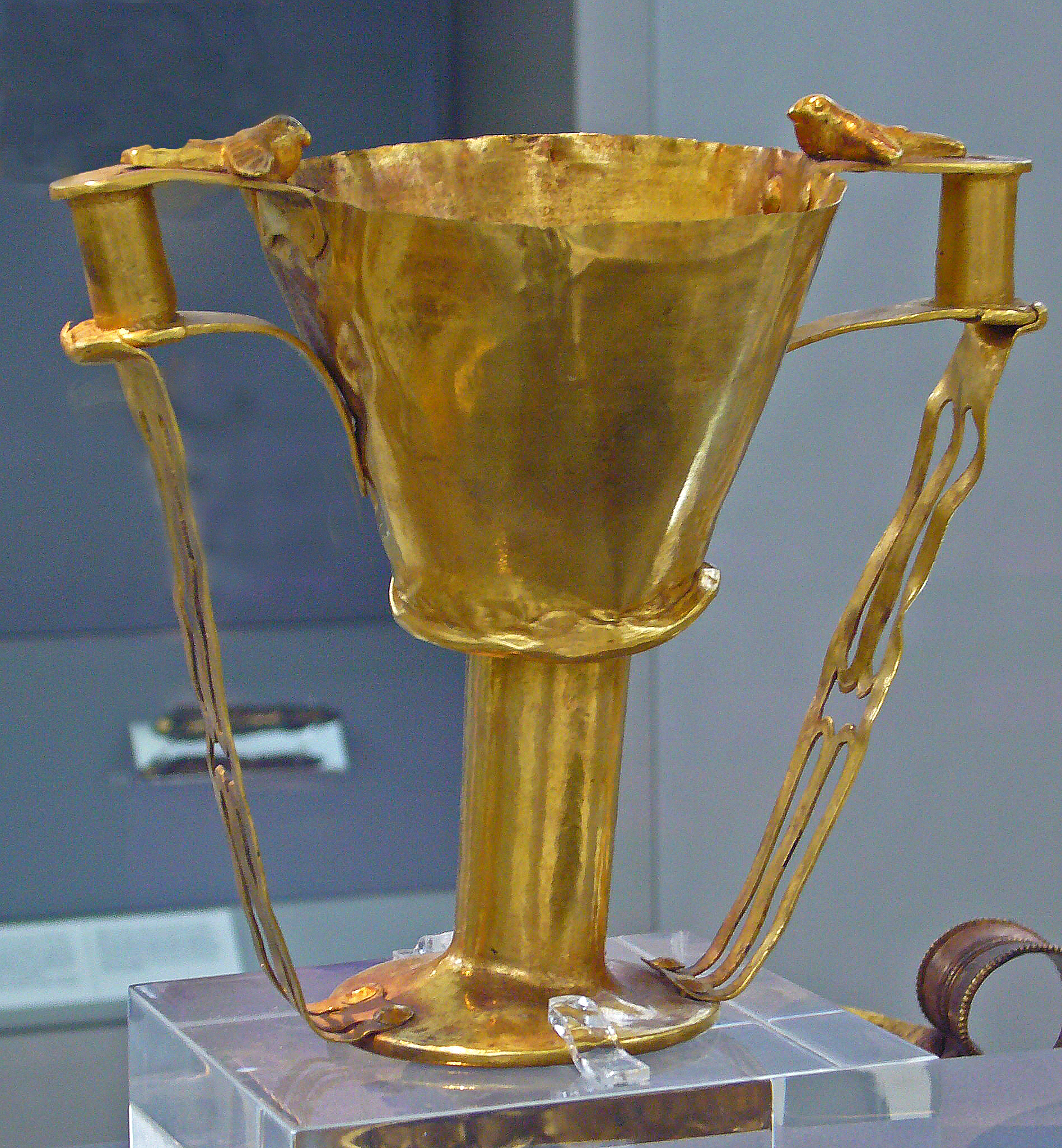
«Чаша Нестора» из Микен

Чаша была обнаружена Генрихом Шлиманом в 1876 году в одной из подземных гробниц Микен, после чего он заявил, что это именно та чаша, которую Гомер описывал в «Илиаде». Это утверждение, однако, не было принято большинством археологов и не принимается до сих пор, так как, во-первых, микенское захоронение, из которого она была извлечена, датировано примерно 1600—1500 до н. э., то есть за три века до предполагаемой даты Троянской войны, во-вторых, внешне эта чаша отличается от описанной Гомером: она меньше по размеру, у неё не четыре, а только две ручки, а украшены эти ручки фигурками не голубей, а соколов.
В настоящее время чаша выставлена в Национальном археологическом музее Афин в Греции.

## Чаша из Искьи

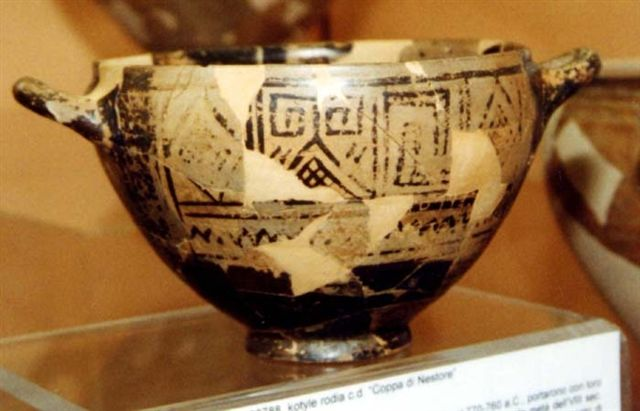
Чаша Нестора

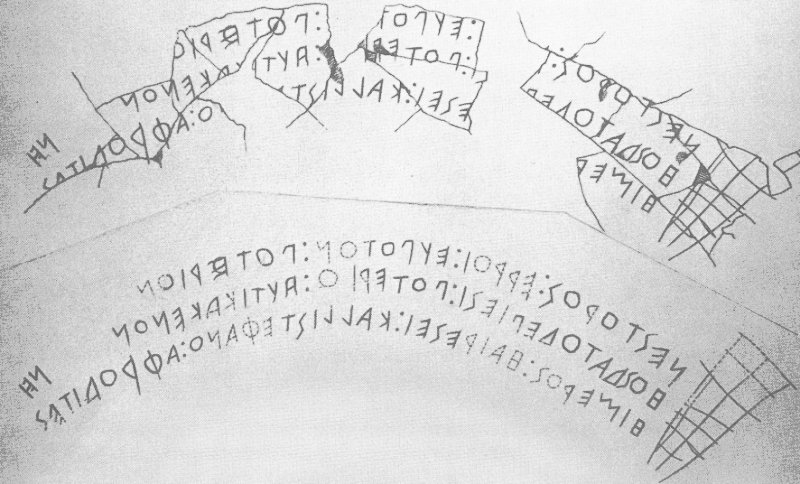
Рисунок надписи на чаше Нестора с предлагаемой реставрацией внизу. Восстановление второго слова надписи как ΕΡΡΟΙ было предложено Г. Бюхнером и К. Ф. Руссо при первой публикации надписи.

Очередная реставрация. Здесь второе слово восстанавливается как ΕΜΙ.

Чаша из Искьи (на этом острове располагалась одна из первых в истории древнегреческих колоний) представляет собой глиняную чашку для питья (котилу), изготовление которой датируется приблизительно 750—700 годами до н. э.; предполагается, что чаша была изготовлена на острове Родос. В настоящее время она хранится в музее Вилла-Арбусто в селе Лакко Амено на острове Искья.
На одном из боков чаши имеется надпись, представляющая собой одну из старейших известных надписей, записанных древнегреческим алфавитом:

ΝΕΣΤΟΡΟΣ:…:ΕΥΠΟΤΟΝ:ΠΟΤΕΡΙΟΝ
ΗΟΣΔΑΤΟΔΕΠΙΕΣΙ:ΠΟΤΕΡΙ..:AΥΤΙΚΑΚΕΝΟΝ
ΗΙΜΕΡΟΣΗΑΙΡΕΣΕΙ:ΚΑΛΛΙΣΤΕΦΑΝΟ:ΑΦΡΟΔΙΤΕΣ

Эта запись обычно транскрибируется (поздней классической орфографией, недостающие фрагменты выделены квадратными скобками) как:

Νέστορος [εἰμὶ] εὔποτ[ον] ποτήριο[ν]·
ὃς δ’ ἂν τοῦδε π[ίησι] ποτηρί[ου] αὐτίκα κῆνον
ἵμερ[ος αἱρ]ήσει καλλιστ[εφάν]ου Ἀφροδίτης.
Чаша Нестора я, приятно пить из меня.
Тот, кто пьёт из чаши сей, он сразу
желанием увенчанной короной прекрасной Афродиты будет захвачен.

Традиционно считается, что надпись носит юмористический характер, дабы показать контраст между золотой чашей Нестора из поэмы Гомера и простой глиняной чашей, хотя среди учёных есть множество гипотез об истинном смысле надписи, в том числе о том, что она может представлять собой древнейший известный пример алкогольной игры, когда игроки должны были писать по очереди строки стихотворения на чаше. При этом некоторые учёные отрицают связь этой чаши с поэмой Гомера, доказывая, что образ чаши Нестора в древнегреческой устной традиции существовал независимо от неё.